# 1964-es sakkolimpia
A 16. sakkolimpia 1964. november 2. és november 25. között Izraelben, Tel-Avivban került megrendezésre. Helyszíne a Sheraton Hotel volt. Ez volt az első sakkolimpia, amelyet az ázsiai földrészen rendeztek, és ez volt az első olyan, amelyen Ausztrália indulásával mind az öt kontinens képviseltette magát.

## A résztvevők
Az eseményen 50 ország vett részt, 294 versenyzővel. A mezőny erősségét a megjelent 31 nemzetközi nagymester és 40 nemzetközi mester jelezte.
A szovjet csapat volt a mezőnyben az egyetlen, amelyben hat nemzetközi nagymester szerepelt. Ennek megfelelően a sorrendben hat alkalommal is elnyert cím után ezúttal is ők voltak a legesélyesebbek az aranyéremre. Az első táblán a világbajnok Tigran Petroszján, a másodikon és harmadikon két exvilágbajnok: Mihail Botvinnik és Vaszilij Szmiszlov, a negyediken Paul Keres, az első tartalék újoncként Leonid Stein, míg a második tartalék a későbbi világbajnok Borisz Szpasszkij volt.
Az amerikai csapatból ezúttal hiányzott Bobby Fischer, helyette azonban szerepelt Samuel Reshevsky, aki az előző két olimpián azért nem játszott, mert nem fogadta el, hogy Fischer mögött csak a második táblán játszhat. A második táblán a magyar származású Benkő Pál játszott. A szovjetek mögött a dobogóra esélyesek között tartották számon az 5 nagymesterrel felálló jugoszláv csapatot, valamint a nyugat-német és a magyar válogatottat.
A csapatok 6 főt nevezhettek, akik közül egyidejűleg négy játszott. Meg kellett adni a játékosok közötti erősorrendet, és az egyes fordulókban ennek megfelelően ülhettek le a táblákhoz. Ez lehetővé tette, hogy táblánként állapítsák meg és hirdessék ki a legjobb egyéni eredményt elérőket.

## A verseny lefolyása
Az 50 csapatot 7 elődöntő csoportba sorsolták, amelyekből az első két helyezett jutott az „A” döntőbe, a 3–4. helyezett a „B” döntő, az 5–6. helyezett a „C” döntő, a többiek a „D” döntő mezőnyét alkották.
A verseny az elődöntőben és a döntőkben is körmérkőzéses formában zajlott. A csapat eredményét az egyes versenyzők által megszerzett pontok alapján számolták. Holtverseny esetén a csapateredményeket vették figyelembe, ahol a csapatgyőzelem 2 pontot, a döntetlen 1 pontot ért. Ha ezután is holtverseny állt volna fenn, akkor a holtversenyben levő csapatok egymás elleni eredménye döntött volna a helyezésekről. A játszmákban 2 óra 30 perc állt rendelkezésre 40 lépés megtételéhez, majd további óránként 16 lépést kellett megtenni.
A versenyt meggyőző fölénnyel, sorban hetedszer a címvédő szovjet csapat nyerte Jugoszlávia és a Német Szövetségi Köztársaság előtt. Magyarország fél ponttal lemaradva a dobogóról a 4. helyen végzett, úgy, hogy a dobogós Jugoszláviát és az NSZK-t is legyőzte. Játékosaink közül Portisch Lajos az első táblán egyéni bronzérmet szerzett, emellett különdíjat kapott, mint az „A” döntőben az első táblán legjobb eredményt elért játékos.

## A verseny eredményei

### Elődöntők
- 1. csoport: 1. Szovjetunió 23½, 2. Spanyolország 14, 3. Fülöp-szigetek 11, 4. Chile 10½, 5. Svájc 10%, 6. Venezuela 7½, 7. Dél-afrikai Köztársaság 7.
- 2. csoport: 1. Jugoszlávia 19½, 2. Hollandia 19, 3. Mongólia 14½, 4. Ausztria 12½, 5. Mexikó 10, 6. India 4½, 7. Bolivia 4.
- 3. csoport: 1. Magyarország 20, 2. Izrael 16, 3. Svédország 15, 4. Skócia 11½, 5. Franciaország 11, 6. Írország 6½, 7. Luxemburg 4.
- 4. csoport: 1. Amerikai Egyesült Államok 21, 2. Lengyelország 14½, 3. Anglia 13, 4. Norvégia 11, 5. Törökország 9½, 6. Irán 8, 7. Portugália 7.
- 5. csoport: 1. Románia 18, 2. Csehszlovákia 18, 3. Kuba 12½, 4. Paraguay 11, 5. Kolumbia 10½, 6. Puerto Rico 9½, 7. Ausztrália 4½.
- 6. csoport: 1. Argentína 18½, 2. Kanada 17½, 3. NDK 17, 4. Ecuador 11½, 5. Monaco 7, 6. Írország 7, 7. Uruguay 5½.
- 7. csoport: 1. Bulgária 22½, 2. NSZK 22½, 3. Dánia 18½, 4. Peru 17, 5. Finnország 14½, 6. Görögország 9½, 7. Dominikai Köztársaság 5½, 8. Ciprus 2.

### Az „A” döntő végeredménye
| H. | Ország                    | 1  | 2  | 3  | 4  | 5  | 6  | 7  | 8  | 9  | 10 | 11 | 12 | 13 | 14 |  | +  | −  | = | Pont |
| -- | ------------------------- | -- | -- | -- | -- | -- | -- | -- | -- | -- | -- | -- | -- | -- | -- |  | -- | -- | - | ---- |
| 1  | Szovjetunió               |    | 2  | 1  | 2½ | 2½ | 4  | 3  | 2½ | 3½ | 2  | 4  | 3  | 3½ | 3  |  | 10 | 1  | 2 | 36½  |
| 2  | Jugoszlávia               | 2  |    | 2  | 1½ | 2  | 2  | 2  | 3  | 2  | 3½ | 2½ | 3  | 3  | 3½ |  | 6  | 1  | 6 | 32   |
| 3  | NSZK                      | 3  | 2  |    | 1½ | 2  | 2  | 2½ | 2½ | 2  | 2½ | 3  | 3½ | 1  | 3  |  | 7  | 2  | 4 | 30½  |
| 4  | Magyarország              | 1½ | 2½ | 2½ |    | 2½ | 2  | 1  | 3  | 2  | 2½ | 3  | 2½ | 3  | 2  |  | 8  | 2  | 3 | 30   |
| 5  | Csehszlovákia             | 1½ | 2  | 2  | 1½ |    | 1½ | 2  | 2  | 1½ | 2  | 3½ | 3  | 2½ | 3½ |  | 4  | 4  | 5 | 28½  |
| 6  | Amerikai Egyesült Államok | 0  | 2  | 2  | 2  | 2½ |    | 2  | 2½ | 2½ | 2½ | 1½ | 2½ | 3  | 2½ |  | 7  | 2  | 4 | 27½  |
| 7  | Bulgária                  | 1  | 2  | 1½ | 3  | 2  | 2  |    | 3  | 2  | 1½ | 1½ | 2½ | 2  | 3  |  | 4  | 4  | 5 | 27   |
| 8  | Románia                   | 1½ | 1  | 1½ | 1  | 2  | 1½ | 1  |    | 3  | 2½ | 2½ | 3  | 3½ | 3  |  | 6  | 6  | 1 | 27   |
| 9  | Argentína                 | ½  | 2  | 2  | 2  | 2½ | 1½ | 2  | 1  |    | 2  | 3  | 3  | 2  | 2½ |  | 4  | 3  | 6 | 26   |
| 10 | Lengyelország             | 2  | ½  | 1½ | 1½ | 2  | 1½ | 2½ | 1½ | 2  |    | 3  | 1  | 2½ | 2½ |  | 4  | 6  | 3 | 24   |
| 11 | Hollandia                 | 0  | 1½ | 1  | 1  | ½  | 2½ | 2½ | 1½ | 1  | 1  |    | 2½ | 3  | 3  |  | 5  | 8  | 0 | 21   |
| 12 | Kanada                    | 1  | 1  | ½  | 1½ | 1  | 1½ | 1½ | 1  | 1  | 3  | 1½ |    | 2  | 2½ |  | 2  | 10 | 1 | 19   |
| 13 | Spanyolország             | ½  | 1  | 3  | 1  | 1½ | 1  | 2  | ½  | 2  | 1½ | 1  | 2  |    | ½  |  | 1  | 9  | 3 | 17½  |
| 14 | Izrael                    | 1  | ½  | 1  | 2  | ½  | 1½ | 1  | 1  | 1½ | 1½ | 1  | 1½ | 3½ |    |  | 1  | 11 | 1 | 17½  |

## Az egyéni legjobb pontszerzők
Táblánként az első három legjobb százalékos arányt elérő versenyzőt díjazták éremmel az elődöntőben és a döntőben elért összesített eredményeik alapján. A magyarok közül Portisch Lajos az első táblások között egyéni bronzérmet szerzett. Portisch, Mihail Botvinnik, Vaszilij Szmiszlov, Pfleger (NSZK), Stein (Szovjetunió) és Matulović (Jugoszlávia) különdíjat kaptak, mint az „A” döntőben legjobb eredményt elért versenyzők.
| H. | Versenyző neve          | Ország       | Döntő | Pont | Játszmaszám | Százalék |
| -- | ----------------------- | ------------ | ----- | ---- | ----------- | -------- |
|    | Wolfgang Uhlmann        | NDK          | B     | 15   | 18          | 83,3     |
|    | Miguel Cuéllar Gacharna | Kolumbia     | C     | 14   | 18          | 77,8     |
|    | Portisch Lajos          | Magyarország | A     | 12   | 16          | 75       |
| H. | Versenyző neve    | Ország      | Döntő | Pont | Játszmaszám | Százalék |
| -- | ----------------- | ----------- | ----- | ---- | ----------- | -------- |
|    | Tudev Ujtumen     | Mongólia    | B     | 13½  | 17          | 79,4     |
|    | Heikki Westerinen | Finnország  | C     | 13   | 17          | 76,5     |
|    | Mihail Botvinnik  | Szovjetunió | A     | 9    | 12          | 75       |
| H. | Versenyző neve     | Ország      | Döntő | Pont | Játszmaszám | Százalék |
| -- | ------------------ | ----------- | ----- | ---- | ----------- | -------- |
|    | Vaszilij Szmiszlov | Szovjetunió | A     | 11   | 13          | 84,6     |
|    | Pablo Vergara      | Chile       | B     | 10½  | 15          | 70       |
|    | Aatos Fred         | Finnország  | C     | 11   | 16          | 68,8     |
|    | Milko Bobotsov     | Bulgária    | C     | 11   | 16          | 68,8     |
| H. | Versenyző neve  | Ország                  | Döntő | Pont | Játszmaszám | Százalék |
| -- | --------------- | ----------------------- | ----- | ---- | ----------- | -------- |
|    | Paul Keres      | Szovjetunió             | A     | 10   | 12          | 83,3     |
|    | David Friedgood | Dél-afrikai Köztársaság | D     | 10   | 12          | 83,3     |
|    | Helmut Pfleger  | NSZK                    | A     | 12½  | 15          | 83,3     |
| H. | Versenyző neve | Ország      | Döntő | Pont | Játszmaszám | Százalék |
| -- | -------------- | ----------- | ----- | ---- | ----------- | -------- |
|    | Leonid Stein   | Szovjetunió | A     | 10   | 13          | 76,9     |
|    | Zdravko Milev  | Bulgária    | A     | 11½  | 16          | 71,9     |
|    | Owen Hindle    | Anglia      | B     | 11   | 16          | 68,8     |
| H. | Versenyző neve    | Ország      | Döntő | Pont | Játszmaszám | Százalék |
| -- | ----------------- | ----------- | ----- | ---- | ----------- | -------- |
|    | Milan Matulović   | Jugoszlávia | A     | 11   | 13          | 84,6     |
|    | Günther Möhring   | NDK         | B     | 11   | 13          | 84,6     |
|    | Borisz Szpasszkij | Szovjetunió | A     | 10½  | 13          | 80,8     |

## A dobogón végzett csapatok tagjainak egyéni eredményei
| Szovjetunió - Tigran Petroszján (+6 −0 =7) - Mihail Botvinnik (+7 −1 =4) - Vaszilij Szmiszlov (+10 −1 =2) - Paul Keres (+9 −1 =2) - Leonid Stein (+8 −1 =4) - Borisz Szpasszkij (+8 −0 =5) | Jugoszlávia - Svetozar Gligorić (+4 −1 =11) - Borislav Ivkov (+8 −1 =7) - Alekszandar Matanović (+6 −2 =7) - Bruno Parma (+2 −1 =6) - Mijo Udovčić (+4 −1 =2) - Milan Matulović (+10 −1 =2) | Német Szövetségi Köztársaság - Wolfgang Unzicker (+11 -3 =4) - Klaus Darga (+5 −2 =8) - Lothar Schmid (+7 −2 =5) - Helmut Pfleger (+10 −0 =5) - Dieter Mohrlok (+2 −2 =5) - Wolfram Bialas (+1 −1 =7) |

## A magyar versenyzők eredményei
| Forduló                            | Ellenfél                           | Portisch Lajos    | Portisch Lajos | Szabó László          | Szabó László | Bilek István       | Bilek István | Lengyel Levente | Lengyel Levente | Forintos Győző  | Forintos Győző | Flesch János      | Flesch János | Pont |
| ---------------------------------- | ---------------------------------- | ----------------- | -------------- | --------------------- | ------------ | ------------------ | ------------ | --------------- | --------------- | --------------- | -------------- | ----------------- | ------------ | ---- |
| Elődöntő (3. csoport)              |                                    |                   |                |                       |              |                    |              |                 |                 |                 |                |                   |              |      |
| 1                                  | Izrael                             | Porath            | 1              | Kraidman              | 0            | Domnitz            | 1            | Aloni           | 1               |                 |                |                   |              | 3    |
| 2                                  | Franciaország                      | Thiellement       | 1              |                       |              |                    |              | Bergraser       | 1               | Noradounguian   | 1              | Zinser            | 1            | 4    |
| 3                                  | Skócia                             |                   |                | Fairhurst             | ½            | Aitken             | ½            |                 |                 | Fallone         | 1              | Baxter            | 1            | 3    |
| 4                                  | Svédország                         |                   |                | Ståhlberg             | ½            |                    |              | Johansson       | ½               | Nilsson         | 0              | Jansson           | 1            | 2    |
| 6                                  | Írország                           | Reilly            | 1              |                       |              | O’Hare             | 1            | Cassidy         | 1               |                 |                | De Loughrey       | 1            | 4    |
| 7                                  | Luxemburg                          |                   |                | Philippe              | 1            | Schneider R.       | 1            |                 |                 | Wantz           | 1              | Thill             | 1            | 4    |
| „A” döntő                          |                                    |                   |                |                       |              |                    |              |                 |                 |                 |                |                   |              |      |
| 1                                  | Bulgária                           | Padevsky          | 0              |                       |              | Tringov            | ½            | Milev           | ½               |                 |                | Spiridonov        | 0            | 1    |
| 2                                  | Jugoszlávia                        | Svetozar Gligorić | ½              |                       |              | Ivkov              | ½            | Matanović       | 1               | Parma           | ½              |                   |              | 2½   |
| 3                                  | Spanyolország                      | Medina García     | ½              | Menvielle Lacourrelle | 1            |                    |              | Mora            | ½               | Pérez Gonsalves | 1              |                   |              | 3    |
| 4                                  | Szovjetunió                        | Tigran Petroszján | ½              | Mihail Botvinnik      | ½            | Vaszilij Szmiszlov | 0            |                 |                 |                 |                | Borisz Szpasszkij | ½            | 1½   |
| 5                                  | Lengyelország                      | Doda              | ½              |                       |              |                    |              | Bednarski       | ½               | Śliwa           | 1              | Filipowicz        | ½            | 2½   |
| 6                                  | Argentína                          | Erich Eliskases   | 1              | Garcia R.             | 0            | Schweber           | 1            |                 |                 | Wechsler        | 0              |                   |              | 2    |
| 7                                  | Románia                            | Ghiţescu          | 1              | Gheorghiu             | 1            | Ciocâltea          | ½            | Radovici        | ½               |                 |                |                   |              | 3    |
| 8                                  | Csehszlovákia                      | Pachman           | 1              |                       |              | Filip              | ½            | Kavalek         | 1               |                 |                | Jansa             | 0            | 2½   |
| 9                                  | Izrael                             | Porath            | ½              | Kraidman              | 0            | Domnitz            | ½            | Stepak          | 1               |                 |                |                   |              | 2    |
| 10                                 | Kanada                             | Anderson          | 1              |                       |              |                    |              | Vranesic        | 1               | Suttles         | 0              | Witt              | ½            | 2½   |
| 11                                 | Hollandia                          | Kuijpers          | 1              | Langeweg              | 1            | Zuidema            | ½            | Prins           | ½               |                 |                |                   |              | 3    |
| 12                                 | Amerikai Egyesült Államok          | Samuel Reshevsky  | ½              | Saidy                 | 1            |                    |              |                 |                 | Bisguier        | ½              | Addison           | 0            | 2    |
| 13                                 | NSZK                               | Unzicker          | 1              | Darga                 | ½            | Schmid             | 1            | Pfleger         | 0               |                 |                |                   |              | 2½   |
| Szerzett pontszám (Játszmák száma) | Szerzett pontszám (Játszmák száma) | 12 (16)           | 12 (16)        | 7 (12)                | 7 (12)       | 8½ (13)            | 8½ (13)      | 10 (14)         | 10 (14)         | 6 (10)          | 6 (10)         | 6½ (11)           | 6½ (11)      |      |